# Copa Amèrica de vela de 2024
La Copa Amèrica 2024 va ser la 37a edició d’aquesta competició de vela, celebrada a Barcelona. Els equips més destacats van competir per aconseguir el títol, amb el Royal New Zealand Yacht Squadron com a defensor del campionat. Aquesta edició va destacar per l'expectació internacional i les regates d'entrenament prèvies a l'esdeveniment.

## Context
La 37a Copa Amèrica de vela es disputarà entre un iot que representa el Royal New Zealand Yacht Squadron i un iot que representa el club nàutic que guanya la Challenger Selection Series (Prada Cup). Se celebrarà a Barcelona, Catalunya, els mesos de setembre i octubre de 2024.
El Royal New Zealand Yacht Squadron serà el defensor de la 37a Copa America, després que el seu iot Te Rehutai, propietat i navegat per l'equip Emirates Team New Zealand, fos el defensor de la 36a Copa America, superant la Luna Rossa, en representació del Circolo della Vela Sicilia, 7-3 en una sèrie que es va disputar del 10 al 17 de març de 2021 al port de Waitemata i al golf d'Hauraki davant d'Auckland, Nova Zelanda.
Immediatament després que Te Rehutai aconseguís la seva setena victòria a la 36a Copa America, el president de la Royal Yacht Squadron Racing, Bertie Bicket, va llançar un repte amistos preestablert al Commodore del Royal New Zealand Yacht Squadron, Aaron Young. Això va fer que el Royal Yacht Squadron Racing Ltd fos el Challenger of Record per a la propera Copa America.
El Royal New Zealand Yacht Squadron va ser fundat el 1871 com a Auckland Yacht Club i va adquirir el seu nom actual el 1902 després de rebre una ordre en nom del rei Eduard VII. Royal Yacht Squadron Racing es va fundar el 2014 i és un vaixell membre afiliat de Royal Yacht Squadron.
La primera regata d'entrenament oficial de la 37 edició de la Copa Amèrica, tindrà lloc a Vilanova i la Geltrú del 14 al 17 de setembre de 2023. És la primera de les tres regates d'entrenament que es duran a terme abans de la competició oficial. La segona serà a Jiddah, Aràbia Saudita del 29 de novembre al 2 de desembre de 2023 i la tercera i última regata d'entrenament serà a Barcelona a l'agost de 2024.

## Història

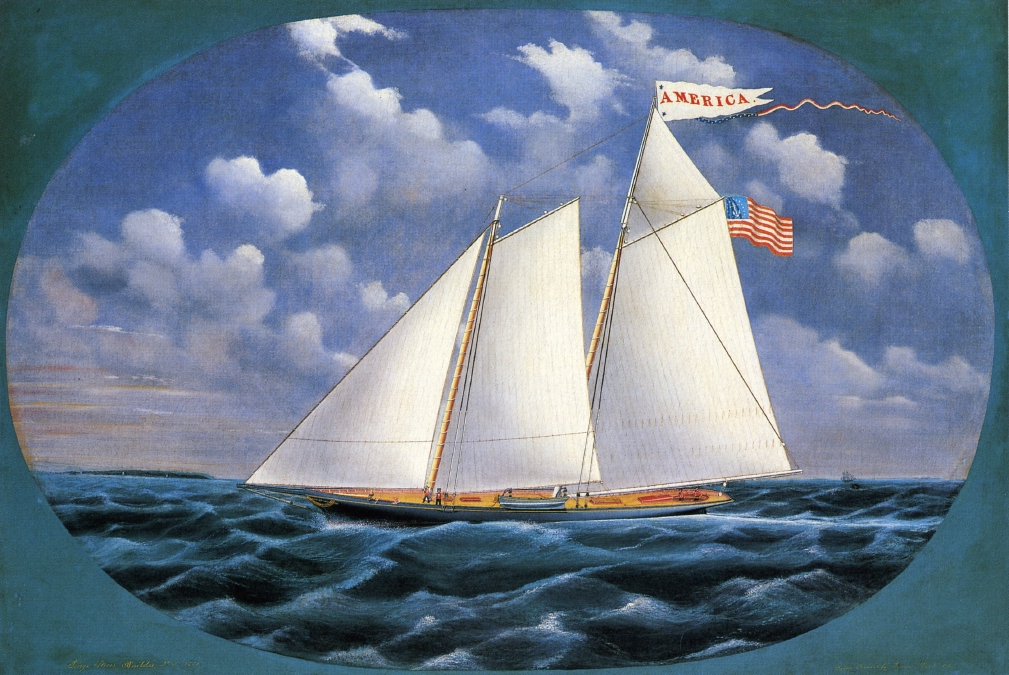
Amèrica 1851, de James Bard

### Orígens
La Copa America és la competició més antiga de l'esport internacional i el quart trofeu esportiu continu més antic de qualsevol tipus. La copa es va fabricar l'any 1848 i es va anomenar per primera vegada RYS £100 Cup. Es va competir per primera vegada el 22 d'agost de 1851 al voltant de l'illa de Wight davant de Southampton i Portsmouth a Hampshire, Anglaterra, en una cursa de flotes entre l' Amèrica del New York Yacht Club i 15 iots del Royal Yacht Squadron. La regata va ser presenciada per la reina Victòria i el futur Eduard VII i va guanyar el iot de vela Amèrica . Es considera que aquesta és la primera cursa de la Copa Amèrica i, per tant, va originar el nom de la copa.

### Condicions de RYS Challenge
El text complet i els termes del repte no s'han fet públics encara, però s'ha revelat una sèrie d'acords en declaracions als mitjans del Royal Yacht Squadron i Royal New Zealand Yacht Squadron i els seus equips de vela, i en comentaris públics posteriors. El Royal Yacht Squadron Racing Ltd i el Royal New Zealand Yacht Squadron diuen que negociaran i emetran un protocol per governar la 37a Copa America abans del 19 de novembre de 2021, vuit mesos després de revelar la informació inicial sobre el repte.

#### Classe de iot

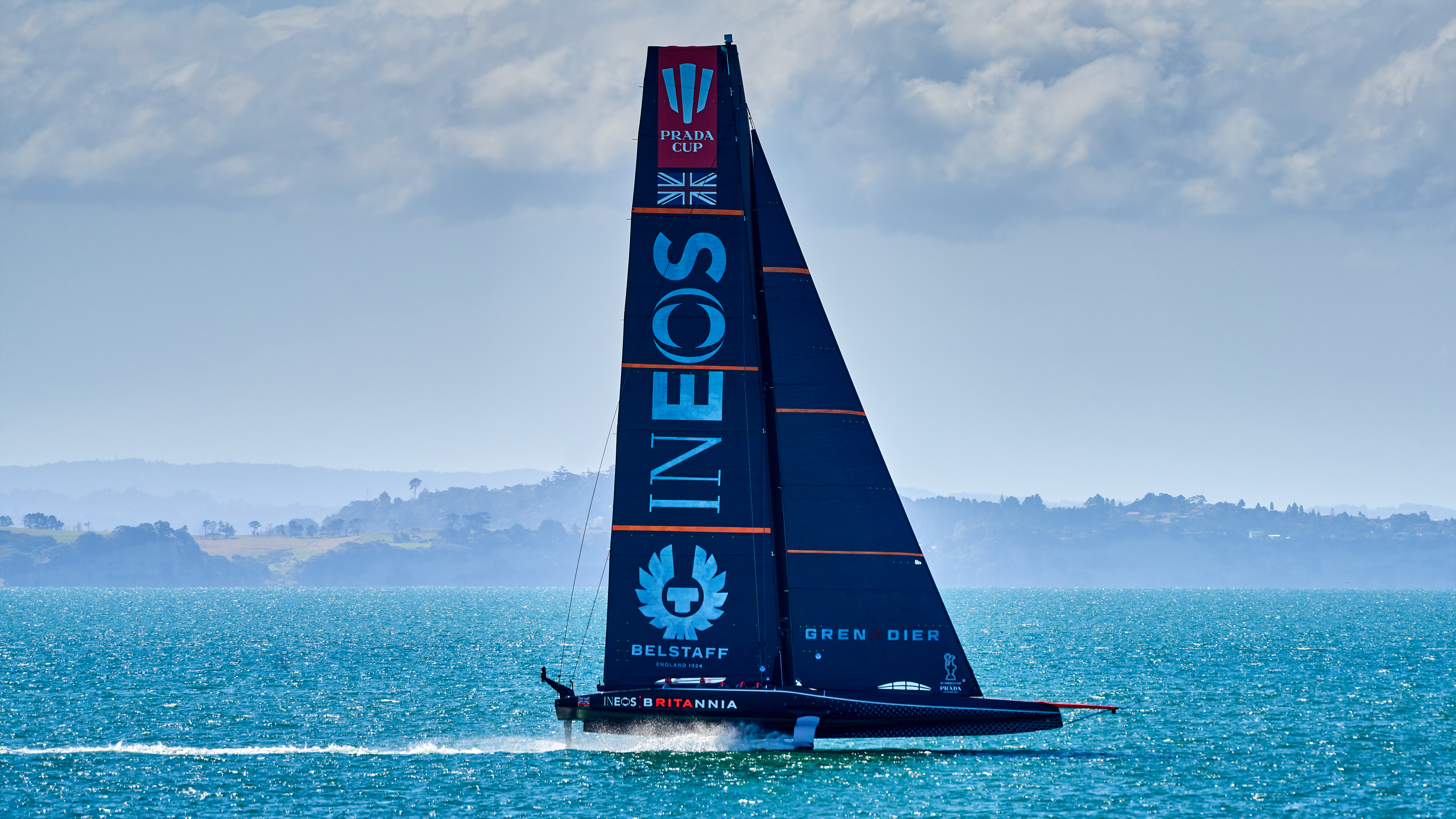
AC75 de l'Ineos Team UK, Britannia, durant la Copa Prada 2021

S'ha acordat la Copa America 75 (AC75), un monocasc de 23 m (75 ft) desenvolupat i utilitzat per primera vegada per a la 36a Copa America continuarà sent la classe de iot per a la 37a Copa America. El Royal Yacht Squadron Racing Ltd i el Royal New Zealand Yacht Squadron també tenen la intenció que la classe AC75 s'utilitzi per a la 38a Copa America, i diuen això serà una condició per a qualsevol altre club que vulgui participar en qualsevol sèrie de desafiaments per la 37a Copa Amèrica.

#### Normes de nacionalitat
S'ha acordat que una nova regla de nacionalitat de la tripulació requerirà que el 100% de les tripulacions de regata siguin titulars del passaport del país del club nàutic de l'equip el 19 de març de 2021 o que hagin estat presents físicament en aquest país (o, actuant en nom de aquest club nàutic a Auckland, seu dels 36è esdeveniments de la Copa Amèrica) durant dos dels tres anys anteriors al 18 de març de 2021. Hi haurà una disposició discrecional que permeti una quota de no nacionals a la tripulació de la cursa per als competidors de nacions emergents, encara que aquest termini i la mida de la quota encara no s'han definit.

#### Programa de reducció de costos
Per reduir costos, s'ha acordat que els equips es limitaran a construir només un AC75 nou per a la 37a Copa America. A més, el Royal Yacht Squadron Racing Ltd i el Royal New Zealand Yacht Squadron s'han compromès a investigar i acordar un paquet significatiu de mesures de reducció de costos de campanya que inclouen mesures per atraure un nombre més gran de competidors i ajudar amb l'establiment de nous equips.

#### Ubicació
El Royal Yacht Squadron i el Royal New Zealand Yacht Squadron tenien previst anunciar la seu de la 37a Copa America abans del 19 de setembre de 2021. La primera ministra de Nova Zelanda, Jacinda Ardern, va dir que el seu govern volia veure la defensa de la copa a Auckland el 2023 i va anunciar la disponibilitat de finançament governamental per ajudar l'equip de Nova Zelanda a mantenir-se unit, subjecte a una sèrie de condicions, inclosa l'expectativa que la Copa sigui defensada a Nova Zelanda.
No obstant això, el 29 de març de 2022, Barcelona va ser anunciada com a amfitrió de la Copa America 2024. La candidatura de Barcelona va suposar una aliança sense precedents entre entitats públiques i privades que treballen conjuntament per atraure la Copa Amèrica a Barcelona, que inclouen la Generalitat de Catalunya, l'Ajuntament de Barcelona, el Port de Barcelona, l'agència d'inversió de Barcelona Global i Barcelona & Partners. Dels 36 partits de copa anteriors, 33 s'han celebrat a les aigües locals del defensor. L'escriptura de regal (Deed of Gift) preveu que el defensor anomeni el lloc si ell i el Challenger of Record no poden arribar a un acord.

#### Dates
Les dates de la 37a Copa America s'anunciaran al protocol de l'esdeveniment que es publicarà abans del 19 de novembre de 2021 o abans. L'escriptura requereix que el partit es faci durant els mesos d'estiu. Si el partit se celebra a Auckland o en qualsevol altre lloc de l'hemisferi sud, s'ha de celebrar entre l'1 de novembre i el 30 d'abril. Si se celebra al Solent o en qualsevol altre punt de l'hemisferi nord, s'ha de fer entre l'1 de maig i el 31 d'octubre.
2021
- 17 de novembre de 2021: es publica el protocol AC37 i la regla de classe AC75 V2
- 1 de desembre de 2021: Oberta les inscripcions per a Challengers

2022
- 31 de març de 2022: el defensor anunciarà el lloc del partit i les dates aproximades de l'esdeveniment
- 17 de juny de 2022: els nous competidors poden navegar amb la versió 1 AC75 durant 20 dies de navegació
- 31 de juliol de 2022: Tancament del període d'inscripció
- 17 de setembre de 2022: els competidors podran navegar amb un iot AC75
- 30 de novembre de 2022: ACE anunciarà el calendari de curses del partit
- 30 de novembre de 2022: ACE anunciarà l'àrea de cursa per a CSS i Match
- 31 de desembre de 2022: ACE publicarà el manual de marca

2023
- 31 de maig de 2023: tall final per a les entrades tardanes al Challenger.
- 30 de juny de 2023: ACE publicarà l'Acord d'AC Joves i Dones
- 30 de juny de 2023: COR/D publicarà les condicions de coincidència
- 30 de novembre de 2023: COR/D publicarà les condicions CSS

#### Gestió de l'esdeveniment
El Royal Yacht Squadron i el Royal New Zealand Yacht Squadron van anunciar la creació d'una única autoritat d'esdeveniments responsable de la realització de totes les regates i la gestió de les activitats comercials relacionades amb la 37a Copa America. Per tant, l'ACE (America's Cup Event) Barcelona SL' es va crear com l'única Autoritat d'Esdeveniments de la 37a Copa America a Barcelona i és l'únic responsable de la planificació, gestió i lliurament de l'esdeveniment.

### Challengers
El Royal Yacht Squadron és el Challenger of Record de la 37a Copa America. El seu equip, l'INEOS Britannia, va perdre anteriorment davant l'Emirates Team New Zealand a les semifinals de la Louis Vuitton Cup 2017, i la Luna Rossa Prada Pirelli a la final de la Prada Cup 2021. El repte del Royal Yacht Squadron serà la primera vegada que un equip britànic ha competit en tres cicles consecutius de la Copa Amèrica des de 1930.
El Circolo della Vela Sicilia, representat per Luna Rossa Prada Pirelli, han manifestat el seu interès a tornar per a la 37a Copa America. El Luna Rossa va perdre anteriorment davant l'Emirates Team New Zealand a la final de la Copa Amèrica del 2021. En un comunicat, l'equip va dir que esperava tornar a competir amb els AC75 en la propera edició de la Copa America.
El New York Yacht Club (NYYC) havia manifestat el seu interès a tornar per a la 37a Copa America . L'American Magic va perdre anteriorment contra el Luna Rossa Prada Pirelli a la semifinal de la Copa Prada 2021. El NYYC va presentar un desafiament al Royal New Zealand Yacht Squadron el 6 de maig de 2021, juntament amb un esborrany de protocol evolutiu per a la 37a Copa America. El Royal New Zealand Yacht Squadron va emetre una declaració en resposta, on van dir que estaven encantats de saber que el New York Yacht Club estava interessat, però va posar en dubte els seus motius per a una declaració tan presumptuosa quan les inscripcions [no] estan obertes. El Royal Yacht Squadron i l'Ineos Team UK també van emetre un comunicat en resposta al repte del New York Yacht Club, afirmant que estaven treballant en col·laboració amb el Royal Yacht Squadron i l'equip de Nova Zelanda.
El NYYC va abandonar l'American Magic i va anunciar una associació provisional amb Stars & Stripes, després va anunciar que ja no voien competir a la 37a Copa America i, després, el 7 de gener va tornar a participar amb American Magic.
El desembre de 2021, el fundador d'Alinghi, Ernesto Bertarelli, i el dos vegades campió olímpic Hans Peter Steinacher, van anunciar el llançament del nou repte Alinghi Red Bull Racing. Bertarelli continuarà representant la Société Nautique de Genève, el club nàutic que va guanyar la Louis Vuitton Cup 2003, l'America's Cup 2003 i l'America's Cup 2007.
| Equip                    | Club Nàutic                      | Patró                 |
| ------------------------ | -------------------------------- | --------------------- |
| Alinghi Red Bull Racing  | Société Nautique de Genève       | Hans Peter Steinacher |
| Luna Rossa Prada Pirelli | Circolo della Vela Sicilia       | Max Sirena            |
| NYYC American Magic      | New York Yacht Club              | Terry Hutchinson      |
| INEOS Britannia          | Royal Yacht Squadron             | Ben Ainslie           |
| Equip Orient Express     | Société Nautique de Saint-Tropez | Quentin Dela          |

### Barques
| Sindicat                 | Nom        | Drassana            | Llançat              | Història competitiva             | Notes |
| ------------------------ | ---------- | ------------------- | -------------------- | -------------------------------- | ----- |
| Equip INEOS Regne Unit   | T 6        | Vaixells Carrington | 27 d'octubre de 2022 | Vaixell de prova (mai regata)    |       |
| Màgia americana          | Patriota   | Màgia americana     | 16 d'octubre de 2020 | Va competir a la Copa Prada 2021 |       |
| Luna Rossa Prada Pirelli | Luna Rossa | Persico Marine      | 30 d'octubre de 2022 | Vaixell de prova (mai regata)    |       |

### Copa Amèrica juvenil i femenina

#### Context
Paral·lelament al protocol de la 37a Copa America, s'ha anunciat la celebració d'un esdeveniment juvenil i femení a la cursa de la classe AC40 de Barcelona juntament amb la Copa America. La prova juvenil és oberta per a regatistes menors de 25 anys, amb dos homes i dues dones a cada vaixell, mentre que la prova femenina està oberta a qualsevol regatista.

#### Equips
| Equip                                        | Club Nàutic                                                                                    | Patró                       | Plataforma de formació |
| -------------------------------------------- | ---------------------------------------------------------------------------------------------- | --------------------------- | ---------------------- |
| Emirates Team Nova Zelanda                   | Royal New Zealand Yacht Squadron                                                               | Josh Junior                 | ETF26 AC40             |
| Alinghi Red Bull Racing                      | Société Nautique de Genève                                                                     | Hans Peter Steinacher       | 69F TF35               |
| Luna Rossa Prada Pirelli                     | Circolo della Vela Sicilia                                                                     | Max Sirena                  | 69F                    |
| NYYC American Magic                          | New York Yacht Club                                                                            | Terry Hutchinson            | 69F                    |
| Camí d'Atenea                                | Royal Yacht Squadron                                                                           | Hannah Mills                | ETF26 Waszp            |
| Equip Orient Express                         | Société Nautique de Saint-Tropez                                                               | Quentin Delapierre          |                        |
| Sail BCN                                     | Real Club Náutico de Barcelona                                                                 | Guillermo Altadill          |                        |
| DutchSail                                    | Koninklijke Roei- en Zeilvereniging De Maas Koninklijke Nederlandsche Zeil- en Roeivereeniging | Simeó Tienpont              | 69F Waszp              |
| AC40 Canadà                                  | Royal Vancouver Yacht Club                                                                     | Isabella BertoldAndrew Wood |                        |
| EMB Racing                                   | Kieler Yacht-Club Norddeutscher Regatta Verein                                                 | Carolina WernerMarc Pickel  |                        |
| Repte suec impulsat per Artemis Technologies | Royal Gothenburg Yacht Club Royal Swedish Yacht Club                                           | Anna Östling                | Waszp                  |
| Repte d'Austràlia                            | Cruising Yacht Club of Australia                                                               | Olivia PriceNina Curtis     |                        |